# Cedi Osman

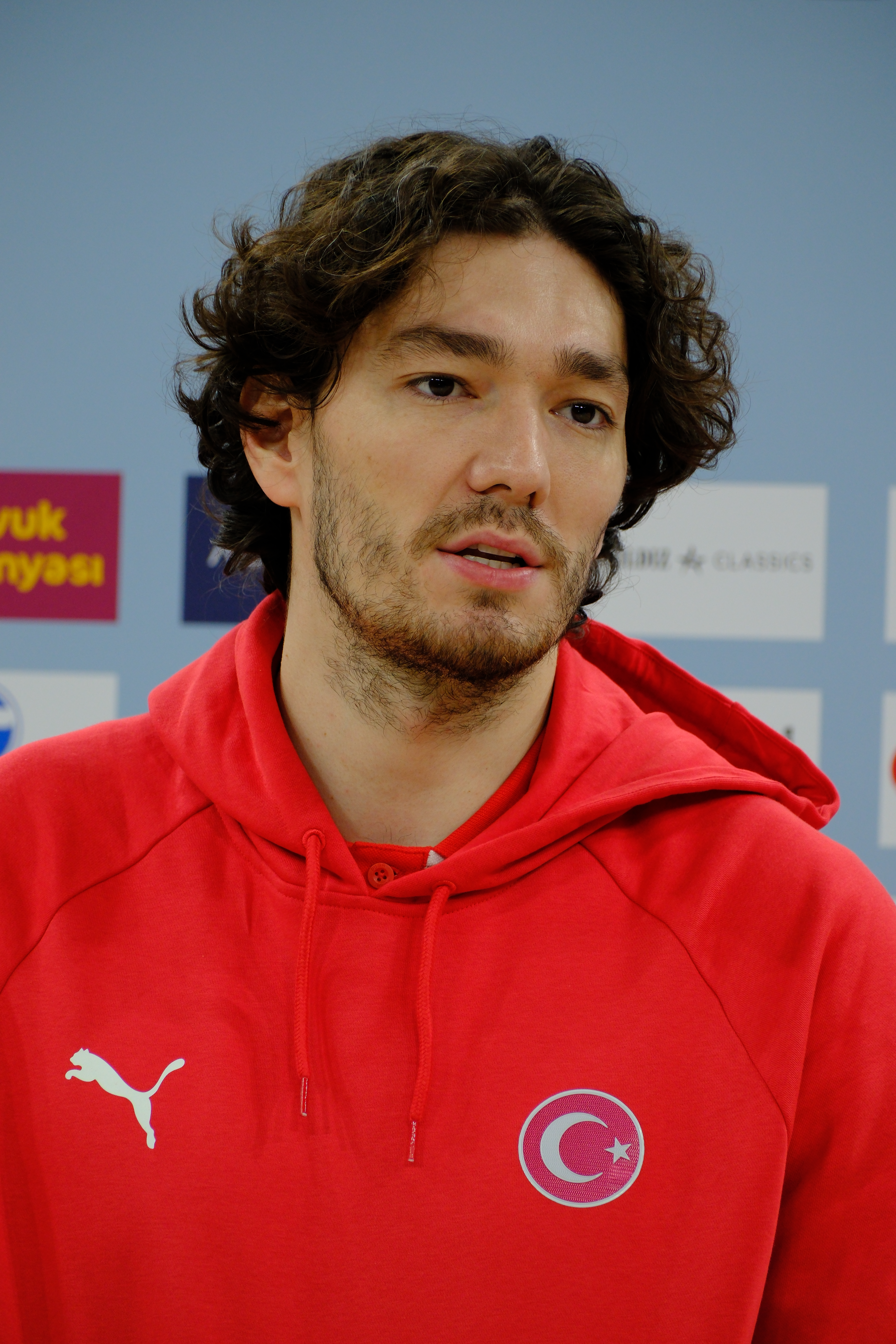
Cedi Osman, 2025.

Cedi Osman, född 8 april 1995 i Ohrid i Makedonien, är en turkisk-nordmakedonsk professionell basketspelare (SF) som spelar för San Antonio Spurs i National Basketball Association (NBA). Han har tidigare spelat för Cleveland Cavaliers.
Osman draftades av Minnesota Timberwolves i anda rundan i 2015 års draft som 31:a spelare totalt.